# Andrea Fonseka
Andrea Fonseka, née le 29 aout 1984 à Penang en Malaisie, est une actrice, mannequin et présentatrice de télévision malaisienne.

## Biographie
Elle est née d'un père d'ascendance cinghalo-luso-espagnole et philippine, tandis que sa mère est d'origine chinoise. 
Andrea fait ses études secondaires à Petaling Taman SMK et à Petaling Jaya.
En 2004, elle commence sa carrière dans la première saison de Xfresh.tv, un programme jeunesse produit par TVIQ Astro, puis décroche le titre de Miss Malaisie pour l'élection de Miss Univers 2004.
Après cette élection, elle déménage à Singapour pour étudier le droit à l'université nationale de Singapour ; elle y a obtient un bachelor en droit en 2008.
Peu après son installation à Singapour, elle est devenue ambassadrice de Marie-France Bodyline et est apparue sur de nombreuses couvertures de magazines, dont FHM Singapour.
En 2009, elle devient la directrice nationale de Miss Malaisie.

## Vie privée
Le 31 juillet 2010, elle a épousé l'avocat australien Paul Dewar à Kuala Lumpur.

## Filmographie
| Année | Titre                                 | Rôle                            | Notes                                      |
| ----- | ------------------------------------- | ------------------------------- | ------------------------------------------ |
| 2004  | Xfresh.tv                             | Host                            |                                            |
| 2004  | Miss Univers 2004                     | Candidate                       | Concours                                   |
| 2006  | A Light Affair                        | Candidate                       |                                            |
| 2006  | Female Magazine 50 Most Gorgeous 2006 | Candidate                       | Concours                                   |
| 2006  | Housemates                            | Andrea                          | Music Videos                               |
| 2006  | Parental Guidance (TV series)         | SIA Attendant                   |                                            |
| 2007  | ESPN Score Today                      | Présentatrice                   |                                            |
| 2007  | Deal or No Deal (Singapore)           | Suitcase 10                     | Game Show                                  |
| 2007  | Live The Dream                        | Host                            | Live TV Singing Contest                    |
| 2008  | Maggi & Me                            | Sherry                          | TV Comedy                                  |
| 2008  | En Bloc (TV series)                   | Cindy Lim                       | TV Drama                                   |
| 2008  | The Carrotcake Conversations          | Ruth                            |                                            |
| 2008  | Don't Forget the Lyrics! (en)         | Herself                         | Game Show                                  |
| 2011  | BeautyCamp                            | Host, Judge, Executive Producer | The Search for Miss Universe Malaysia 2012 |